# 50 in 50
50 in 50 je sbírka padesáti vědeckofantastických povídek a novelet z let 1951–1999 amerického spisovatele Harryho Harrisona vydaná nakladatelstvím Tor Books v roce 2001. Tyto krátké literární útvary rámují padesátileté období autorovy tvorby. V češtině zatím nevyšla (k roku 2023).

Sbírka obsahuje některé z autorových nejoblíbenějších povídek a je rozdělena do devíti částí, každá z nich obsahuje krátkou předmluvu napsanou H. Harrisonem.

## Obsah
- Introduction (50 in 50) • (2001) – úvodní esej

Alien Shores...
- The Streets of Ashkelon • (1962)
- Rescue Operation • (1964)
- The Repairman • (1958)
- Pressure • (1969)
- Welcoming Committee • (1957)
- Heavy Duty • (1970)

Make Room! Make Room!...
- A Criminal Act • (1966)
- Roommates • (1971)
- The Pliable Animal • (1962)
- After the Storm • (1985)

Miraculous Inventions...
- Down to Earth • (1963)
- Final Encounter • (1964)
- Speed of the Cheetah, Roar of the Lion • (1975)
- The Greatest Car in the World • (1966)
- Rock Diver • (1951) – Harrisonova první publikovaná povídka[1]
- Toy Shop • (1962)
- I Always Do What Teddy Says • (1965)
- From Fanaticism, or for Reward • (1969)
- I See You • (1959)

Laugh - I Thought I Would Cry...
- The Greening of the Green • (1978)
- The Day After the End of the World • (1980)
- The Man from P.I.G. • (1967)
- Space Rats of the C.C.C. • (1974)
- Captain Honario Harpplayer, R. N. • (1963)

Other Worlds...
- Simulated Trainer • (1958)
- Survival Planet • (1961)
- How the Old World Died • (1964)
- The K-Factor • (1960)

R.U.R...
- Arm of the Law • (1958)
- The Robot Who Wanted to Know • (1958)
- I Have My Vigil • (1968)
- The Velvet Glove • (1956)

One for the Shrinks...
- Not Me, Not Amos Cabot! • (1964)
- The Gods Themselves Throw Incense • (1966)
- You Men of Violence • (1967)
- A Civil Service Servant • (1967)
- Captain Bedlam • (1957)

The Light Fantastic...
- At Last, the True Story of Frankenstein • (1965)
- Incident in the IND • (1964)

Square Pegs in Round Holes...
- Portrait of the Artist • (1964)
- Mute Milton • (1966)
- An Artist's Life • (1953)
- The Ever-Branching Tree • (1970)
- By the Falls • (1970)
- American Dead • (1970)
- Dawn of the Endless Night • (1992)
- An Honest Day's Work • (1973)
- If • (1969)
- Brave Newer World • (1971)
- The Road to the Year 3000 • (1999)